# Kis-Küküllő
Kis-Küküllő (Hongaars: Kis-Küküllő vármegye; Roemeens: Comitatul Târnava Mică; Duits: Komitat Klein-Kokel) is een historisch administratief gebied (comitaat) in het vroegere koninkrijk Hongarije. Het ligt vandaag binnen het Roemeense gebied Transsylvanië.

## Algemene informatie

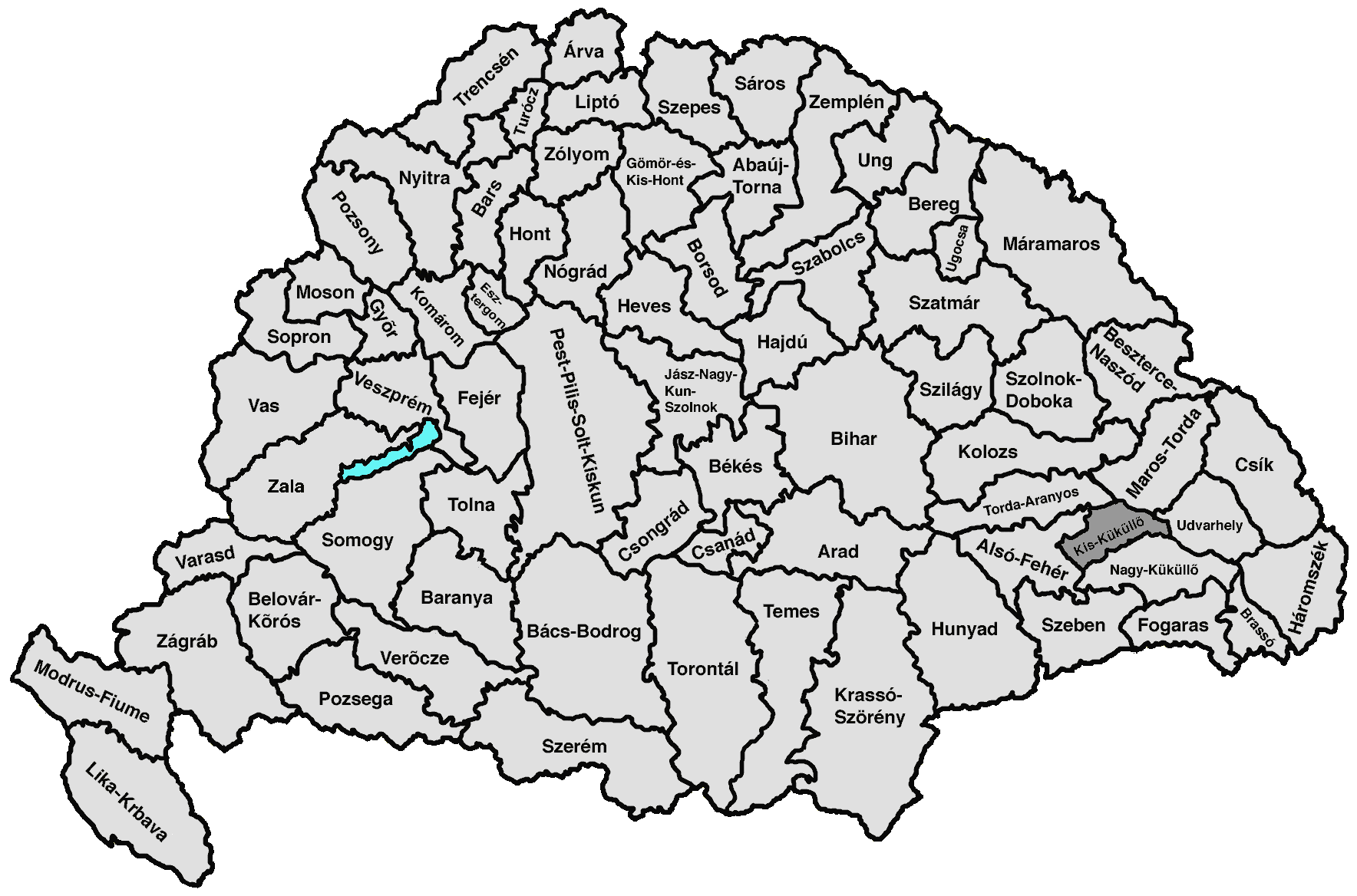
Ligging van Kis-Küküllő binnen het vroegere Koninkrijk Hongarije (donkergrijs)

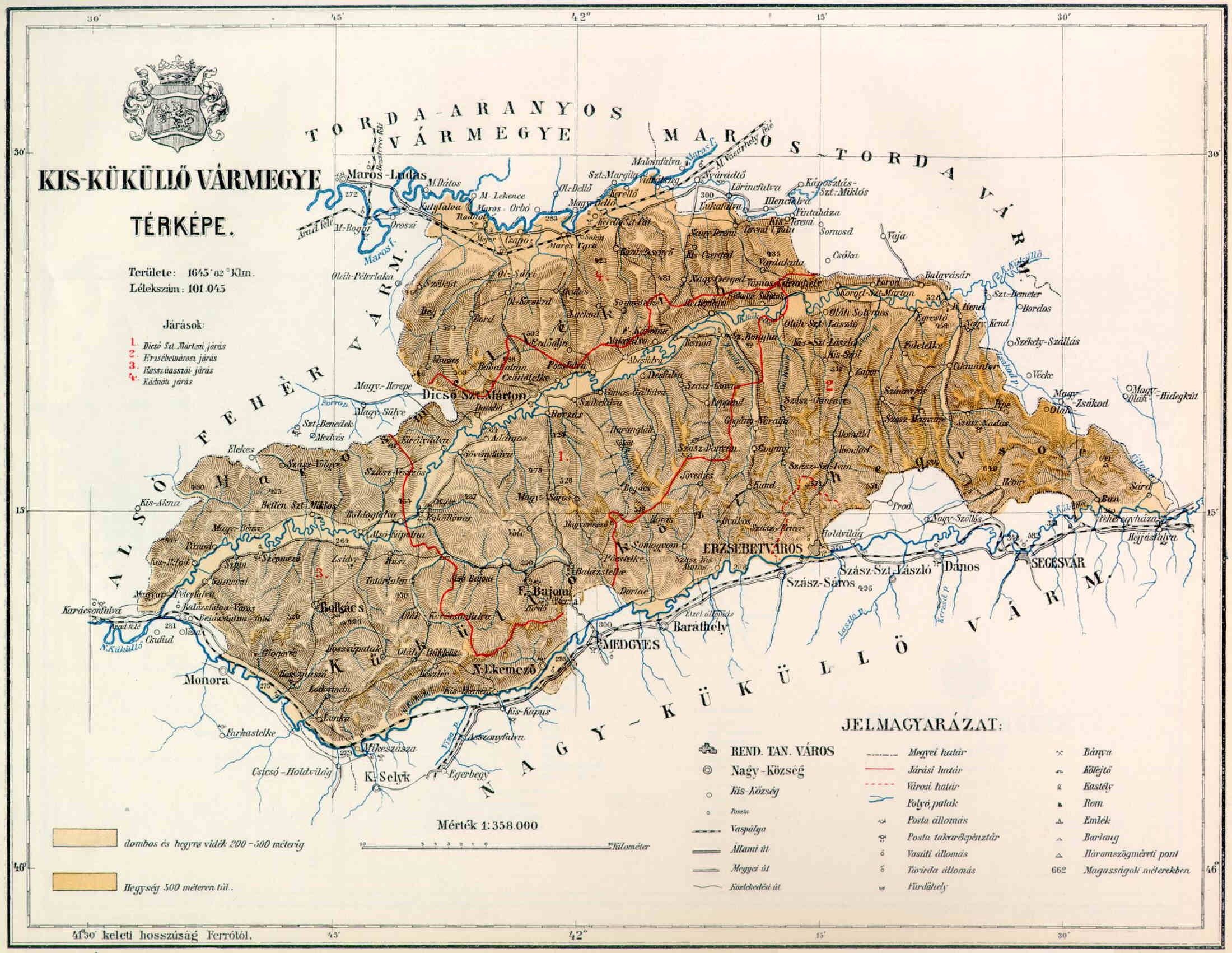
Kaart van het comitaat uit 1890

Kis-Küküllő grensde aan de comitaten Torda-Aranyos, Maros-Torda, Udvarhely, Nagy-Küküllő en Alsó-Fehér.
De Duitse naam Kokelburg is afgeleid van de Burcht Kokelburg (in het hedendaagse Cetatea de Baltă). Deze burcht was in de middeleeuwen het administratieve centrum van Kis-Küküllő's voorgangerscomitaat Küküllő. Naamgevend is ook de naam van de rivier die hier stroomt: de Târnava Mică (Kleine Kokel in het Duits en de Kis-Küküllő in het Hongaars).

## Geografie
Het volledige comitaat is door zijn ligging in het Transsylvaans bekken zeer heuvelig en het wordt door zijn naamgevende rivier Kis-Küküllő (Roemeens: Târnava Mică) doormidden gesneden. De zuidgrens is dan weer de rivier Nagy-Küküllő (Roemeens: Târnava Mare). Er heerst ook een mild klimaat en daardoor was er in het comitaat een bloeiende landbouw; ook de handel en de ambachten waren er sterk ontwikkeld.

## Geschiedenis

Kaart van het comitaat Küküllő op de Jozefijnse Landopname (1769-1773)

Het comitaat Kis-Küküllő is ontstaan in het jaar 1876, toen het bij Transsylvanië horende comitaat Küküllő samen met de naburige Saksische stoelen Mediasch, Schelk (de Twee Stoelen) en Schäßburg opgedeeld werd in de comitaten Kis-Küküllő en Nagy-Küküllő. De hoofdzetel was tot toen Erzsébetváros (Roemeens: Dumbrăveni), maar later werd Dicsőszentmárton (Roemeens: Târnăveni) de hoofdzetel.
Na de Eerste Wereldoorlog werd het gebied door het Verdrag van Trianon in 1920 overgeheveld van koninkrijk Hongarije naar Groot-Roemenië en bestond toen verder als judeţ (district) Târnava-Micǎ. Na de administratieve hervorming van 1950 werd het een deel van het district Brașov. Toen men later terugkeerde naar het systeem van de judeţ werd het vroegere territorium van Kis-Küküllő opgedeeld over verschillende districten. Het gebied rondom Târnăveni ging naar het district Mureș, het zuidwesten ging naar het district Alba en het gebied rondom Dumbrăveni ging naar het district Sibiu.

## Gebiedsonderdeling
Het comitaat bestond in de vroege 20e eeuw uit onderstaande districten. Deze werden steeds genoemd naar de districtshoofdstad.
| Districten (járások)                        |
| ------------------------------------------- |
| Dicsőszentmárton, hedendaags Târnăveni      |
| Erzsébetváros, hedendaags Dumbrăveni        |
| Hosszúaszó, hedendaags Valea Lungă          |
| Radnót, hedendaags Iernut                   |
| Stadsdistricten (rendezett tanácsú városok) |
| Dicsőszentmárton, hedendaags Târnăveni      |
| Erzsébetváros, hedendaags Dumbrăveni        |

Al deze plaatsen liggen in het hedendaagse Roemenië.